# Aiči E11A
Aiči E11A1 byl létající člun japonského císařského námořního letectva, který byl používán v prvních letech druhé světové války pro noční průzkum. 
Japonské námořnictvo typ označovalo jako Průzkumný hydroplán typu 98 (japonsky: 九八式水上偵察機, Kjúhačišiki suidžó teisacuki), zatímco spojenci mu přidělili kódové jméno Laura. Letoun byl velice podobný svému předchůdci Aiči E10A (Typ 96, Hank). První let prototypu proběhl v červnu 1937. V soutěži se E11A1 ukázal jako výkonnější, než jeho konkurent Kawaniši E11K a byl objednán v malé sérii.
Šlo o jednomotorový dvouplošník s motorem uloženým v horním křídle, který roztáčel tlačnou vrtuli. Pod dolním křídlem byly dva malé vyvažovací plováky. Posádka seděla v otevřené kabině a pro obranu měla jeden pohyblivý kulomet. Jinou výzbroj letoun nenesl.
Letoun se příliš nerozšířil. Bylo postaveno celkem 17 kusů, které sloužily především z katapultů japonských bitevních lodí a křižníků pro noční řízení dělostřelecké palby. Brzy byly převeleny z první linie ke spojovacím a dopravním účelům.

## Specifikace

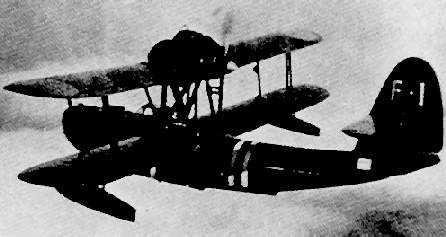
E11A

### Technické údaje
- Osádka: 3
- Délka: 10,71 m
- Rozpětí: 14,49 m
- Výška: 4,52 m
- Plocha křídla: 46,40 m²
- Prázdná hmotnost: 1 927 kg
- Nejvyšší vzletová hmotnost: 3 297 m
- Pohonná jednotka: 1 × vodou chlazený řadový dvanáctiválec Hiro Typ 91 model 22
  - Výkon motoru: 620 hp (455 kW)

### Výkony
- Nejvyšší rychlost: 217 km/h
- Dostup: 4425 m
- Dolet: 2063 km

### Výzbroj
- 1 × pohyblivý 7,7mm kulomet typ 92